# Апатия
Апа́тия (др.-греч. ἀ- «без» + πάθος «страсть, волнение, возбуждение») — симптом, выражающийся в безразличии, безучастности, в отрешённом отношении к происходящему вокруг, в отсутствии стремления к какой-либо деятельности, отсутствии отрицательного и положительного отношения к действительности, отсутствии внешних эмоциональных проявлений. В сочетании с безволием составляет апато-абулический синдром, с адинамией — апатико-адинамический синдром.

## Краткие сведения
Апатия может быть клиническим вариантом депрессии, проявлением негативных расстройств при шизофрении, симптомом различных соматических и неврологических заболеваний (болезнь Пика, болезнь Альцгеймера, различные деменции, СПИД, болезнь Лайма, эндокринные расстройства и др.), может быть симптомом при органическом повреждении головного мозга, особенно при повреждениях в выпуклых поверхностях лобных долей головного мозга, побочным эффектом нейролептиков или антидепрессантов группы селективных ингибиторов обратного захвата серотонина. Выделяется также отдельный тип деменции — апатическая деменция, возникающая при повреждении головного мозга лобно-конвекситальной (выпуклой наружной) локализации (к примеру при опухоли лобной доли, инфарктах мозга в бассейне передней мозговой артерии, атрофии лобной коры при болезни Пика и др.).
При некоторых условиях апатия может наблюдаться и у здоровых людей. Она может являться особой личностной характеристикой, выражающейся в низкой социальной и профессиональной активности, является значимой характеристикой нормального развития и старения.

## Синонимы
Атимия, атимормия, анормия, афимия.

## История термина
В древнегреческом языке термин ἀπάθεια использовался в значении «отсутствие страданий», «нечувствительность», «бесстрастность». Апатия в философии обозначала высшую добродетель — отрешённо-философское миросозерцание, на которое способны лишь мудрецы, обуздавшие свои эгоистические страсти. В философии стоиков одно из основных понятий этики, предполагающее полное освобождение души от всех страстей.
В русском языке термин используется с начала XIX века, первоначально в форме «апати́я», заимствован из французского языка.